# Friedrich Christian von Plettenberg

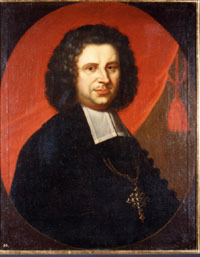
Friedrich Christian von Plettenberg

Friedrich Christian Freiherr von Plettenberg-Lenhausen (* 8. August 1644 auf Schloss Lenhausen; † 5. Mai 1706 in Greven) war von 1688 bis zu seinem Tode Fürstbischof von Münster. Ihm gelang es durch seine Außenpolitik, die auf unterschiedliche Bündnispartner setzte, während des Pfälzischen Erbfolgekrieges dem Hochstift Münster zum letzten Mal eine halbwegs eigenständige Rolle zu verschaffen.

## Familie und Ausbildung
Friedrich Christian wuchs als Sohn des Bernhard von Plettenberg zu Lenhausen (1615–1679) und seiner Gemahlin Odilia von Fürstenberg zu Schnellenberg und Waterlappe (1617–1683) in einer der ältesten und bedeutendsten westfälischen Adelsfamilien auf. Seine Geschwister waren:
- Maria Ida, Stiftsdame zu Fröndenberg, ⚭ Johann Friedrich von Beverförde
- Christian Dietrich (1647–1694, Domherr und Domscholaster in Hildesheim)
- Friedrich Mauritz (1648–1714, Domherr in Hildesheim und Münster)
- Ferdinand (1650–1712, Dompropst in Münster)
- Wilhelm von Plettenberg (* um 1652–1711, Obrist, Landkomtur des Deutschen Ordens, Domherr zu Speyer)
- Ursula Helene (1654–1720, ⚭ 1671 Franz Wilhelm von Galen)
- Johann Adolph von Plettenberg (1655–1696, kurkölnischer Kämmerer und Geheimrat)
- Bernhard (1657–1708, Domkantor in Paderborn)

Ein Onkel war Fürstbischof Ferdinand von Fürstenberg. 
Er besuchte die Gymnasien in Werl und Siegen. Die erste Tonsur erhielt er 1652. Er studierte seit 1659 am Collegium Germanicum in Rom. Im Jahr 1660 empfing er die niederen Weihen. Das Studium beendete er 1664.

## Aufstieg im Staats- und Kirchendienst
Bereits seit 1663 hatte er eine Domherrenstelle in Speyer inne, die er aber schon 1665 wieder aufgab. Stattdessen erhielt er 1664 eine Domherrenstelle in Münster. Dort wurde er 1666 zum Subdiakon geweiht. 
Im Jahr 1666 unternahm er eine Gesandtschaftsreise in die Republik der Sieben Vereinigten Provinzen. Danach studierte er kurze Zeit in Orléans. Im Jahr 1670 erhielt er eine Domherrenstelle in Paderborn. Im Jahr 1677 wurde er Propst von St. Martini in Münster und Archidiakon von Ennigerloh. Auch das Archidiakonat uffm Dreen erhielt er. Plettenberg unternahm 1679 und 1680 verschiedene Gesandtschaftsreisen und wurde 1680 zum wirklichen geheimen Rat ernannt. Zwischen 1683 und 1686 war er Oberjägermeister des Hochstifts Münster. Im Jahr 1683 war er auch Hofkammerpräsident. Im Jahr 1686 wurde er zum Domdechanten gewählt. Zwischen 1686 und 1688 war er auch Siegler des Stifts. Seit 1687 war Plettenberg Generalvikar des Bistums Münster. Im Jahr 1688 wurde er zum Priester geweiht.

## Bischofswahl

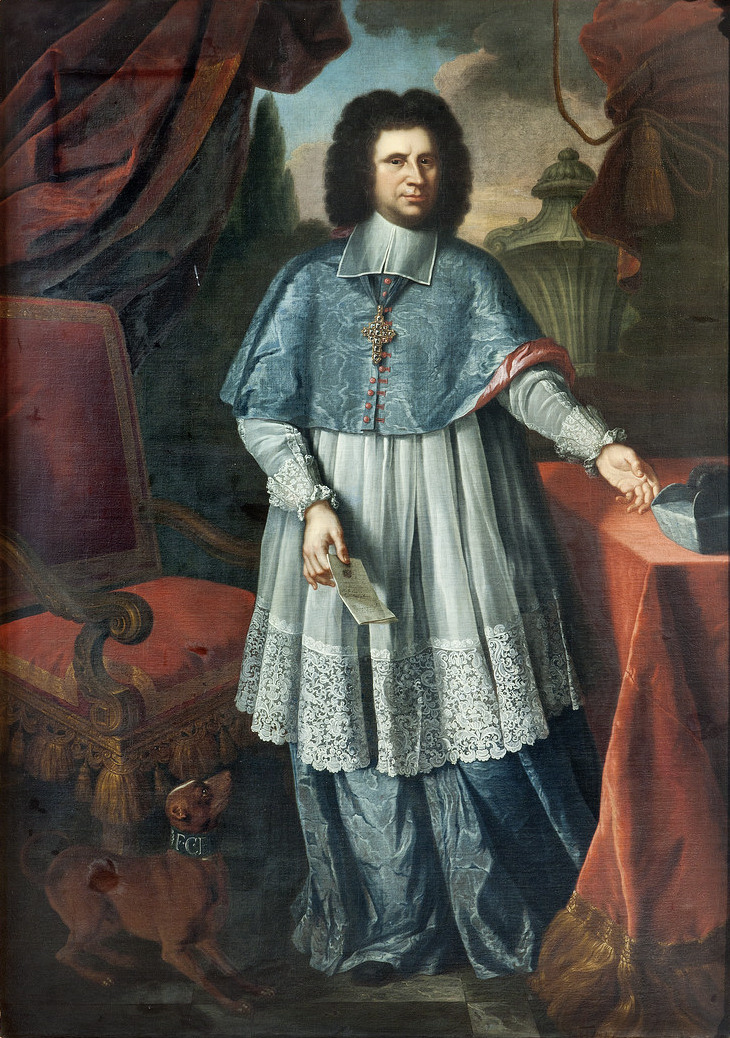
Friedrich Christian von Plettenberg als Fürstbischof von Münster, Porträt von Johann Anton Kappers, um 1720–1730

Am 29. Juli 1688 fand seine Wahl zum Fürstbischof statt. Die Regalien wurden ihm am 15. August des Jahres verliehen. Ein Grund für seine Wahl war, dass das Domkapitel um seinen Einfluss fürchtete, sollte es erneut einen Nachkommen aus dem bayerischen Zweig der Familie Wittelsbach wählen. Durch seine Gesandtschaften unter seinen Vorgängern brachte er erhebliche diplomatische Erfahrungen mit in sein Amt. Ebenso kannte er sich durch die in der Vergangenheit bekleideten Ämter auch in der Regierung des Stifts aus. Als Generalvikar war er auch kompetent für die Verwaltung des Bistums. 
Das Domkapitel hatte zwar das Recht, die Regierung des Hochstifts für ein Jahr zu behalten, trat diese Kompetenzen aber gegen 6000 Reichstaler an Friedrich Christian ab.

## Kirchenpolitik
Als Bischof bemühte sich Friedrich Christian um eine bessere Ausbildung der Priester. Er war ein Freund prachtvoller Liturgien und kirchlicher Festlichkeiten. Er machte sich durch Stiftungen für den Dom und die Observantenkirche in Münster verdient. Für den Dom stiftete er unter anderem neue Fenster, silberne Kandelaber und einen marmornen Fußboden. Unterstützt wurde er seit 1699 von Weihbischof Johann Peter von Quentell.

## Stärkung der Armee
Um die Unabhängigkeit des Hochstifts zu stärken, baute er unter anderem mit ausländischen Hilfsgeldern das münstersche Militär aus. Er ließ die vernachlässigten Landesfestungen in Stand setzen. In Vechta wurden Kasematten erbaut. In Münster wurde ein Zeughaus errichtet und die Befestigungen von Meppen verbessert. Da die fremden Gelder nicht ausreichten, nahm er ohne Zustimmung der Stände Kredite von 100.000 Reichstalern auf, um die Armee auf eine Stärke von zeitweise 6000 Mann zu bringen. Das Geld wurde durch weitere Subsidien zurückgezahlt.
Kurze Zeit nach dem Tode des Bischofs (1710) bestand die Armee aus einer Leibgarde aus 126 Infanteristen und 70 Kavalleristen. Die Hauptmacht bestand aus sieben Infanterieregimentern mit zusammen etwa 3000 Mann, zwei Kavallerieregimentern mit 660 Mann und einer Artillerieabteilung. Der Unterhalt des Heeres, der Festungen und Magazine betrug 200.000 Reichstaler pro Jahr. Die meisten Soldaten waren Söldner, oft schon älter und unzuverlässig.

## Innere Politik

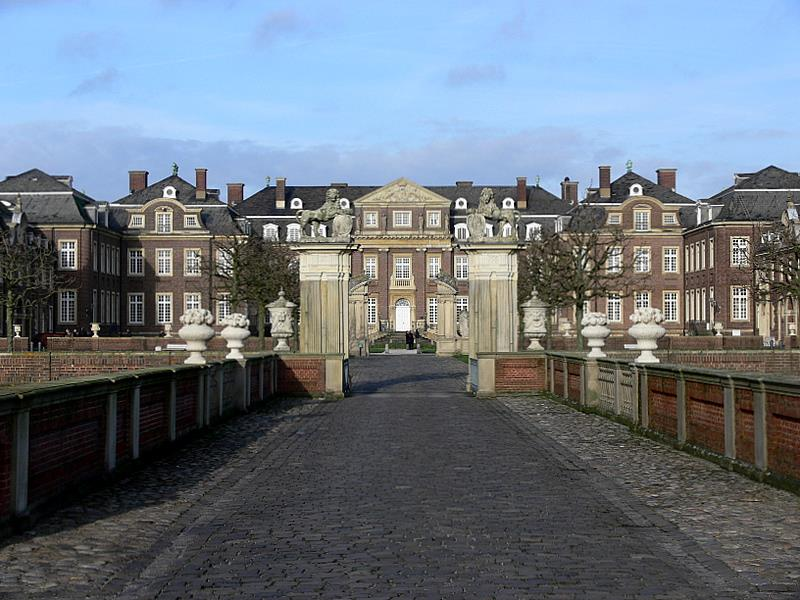
Friedrich Christian von Plettenberg ließ mit Schloss Nordkirchen das „Westfälische Versailles“ bauen

Im Inneren machte sich Friedrich Christian um den Ausbau des Straßenwesens verdient. Ziel war es dadurch Handel und Gewerbe zu fördern. Es wurden auch eine Reihe von Brücken gebaut. In diesen Zusammenhang gehört auch die Verbesserung des Postwesens. Die von ihm 1701 mit großen Vollmachten ausgestattete Wegekommission wurde allerdings auf Druck des Domkapitels wieder aufgelöst. Seit seiner Zeit kam es in Münster zu einer regelmäßigen Reinigung der Straßen.
Wegen schlechter Ernten wurde 1692 die Ausfuhr von Getreide untersagt. Als es 1698 und 1699 zu einer Hungersnot zu kommen drohte, ließ er günstiges Getreide aus dem Ausland einführen. 
In seine Zeit fällt der Erlass einer erneuerten Kirchen- und Schulordnung. Es wurde außerdem eine Arznei- und Medizinalordnung erlassen. Eine ganze Reihe Verordnungen beschäftigten sich mit der Behandlung von Bettlern und Vagabunden. Für die Städte Warendorf und Münster wurde der Marktverkehr neu geregelt. Außerdem wurde ein Tabakmonopol eingerichtet. Wie damals üblich, versuchte er auch das sittliche Handeln der Bevölkerung zu beeinflussen. So wurden Schenkhochzeiten, die Martinsfeiern und das Brennen von Branntwein verboten. 
Das Militär verschlang den größten Teil der Staatseinnahmen. Die Kosten der fürstlichen Hofhaltung waren so hoch, so dass die Einnahmen aus den bischöflichen Domänen nicht ausreichten, um diese zu decken. Ohne Subsidien wäre die finanzielle Lage des Landes ausgesprochen schlecht gewesen. Die Steuern gingen vor allem für die Bedienung von Zinsen und die Bezahlung von Beamten drauf. Insgesamt betrugen die Schulden um die 1 Million Reichstaler. Der bischöfliche Besitz war zum Großteil verpfändet. Zahlreiche Bauernhöfe wurden viele Jahre nicht genutzt. Die den Landständen unterstehende Kirchspielschatzung nahm keine Rücksicht auf die ökonomische Lage der Bauern. Friedrich Christian bemühte sich daher um eine gerechtere Verteilung der Steuerlasten. Ein Abbau der Schulden gelang nicht. Die Reform der Zölle scheiterte am Widerstand der Stände.

## Territorialpolitik
In Hinblick auf die Grenzen zu den Nachbarterritorien kam es zu klaren Grenzfestlegungen nach teilweise jahrhundertelangem Streit. So wurde die Grenze zur niederländischen Provinz Overijssel festgelegt. Ähnliche Pläne mit der Grafschaft Ostfriesland scheiterten 1701. Kleine Grenzkorrekturen fanden gegenüber der Grafschaft Ravensberg und der Grafschaft Lingen statt. Ein Streit um Damme und Neuenkirchen mit dem Hochstift Osnabrück blieb ungelöst. Mit den Grafen Bentheim-Tecklenburg kam es im Streit um Gronau zu einem Kompromiss. In dem Gebiet wurde Friedrich Christian als Landesherr anerkannt, aber blieb als Lehen faktisch unter gräflicher Kontrolle. Obwohl der Herrschaft Gemen die Reichsunmittelbarkeit durch ein Reichskammergerichtsurteil bestätigt wurde, verkaufte der Besitzer der Graf von Limburg-Stirum das Gebiet mit Ausnahme der Burg Gemen an den Bischof.

## Außenpolitik
Grundsätzlich hielt er an der frankreichfreundlichen Politik seiner Vorgänger fest. Als 1688 Kurbrandenburg und die Kurpfalz um Unterstützung gegen Frankreich nachsuchten, reagierte er ausweichend. Allerdings ging die relative Nähe zu Frankreich nicht so weit, als dass er sich direkt gegen das Reich gestellt hätte. 
Seine zwischen den Fronten lavierende Politik erwies sich während des Pfälzischen Erbfolgekrieges als vorteilhaft, blieb doch das Hochstift im Gegensatz etwa zum Herzogtum Westfalen oder dem Vest Recklinghausen von französischen Truppen verschont. Dabei verschaffte ihm die Armee des Landes einen gewissen Handlungsspielraum. Allerdings beabsichtigte er nie eine Vergrößerung des Hochstifts, sondern ihm ging es um den Erhalt seines Herrschaftsgebiets und auch der anderen geistlichen Gebiete in Nordwestdeutschland. 
Von seinen jeweiligen Verbündeten erhielt er beträchtliche Subsidien. Damit ersparte er dem Land selbst starke Belastungen. Er musste auch nicht an die Landstände herantreten und um Steuerbewilligungen bitten.

### Beteiligung am Krieg gegen Frankreich
Nachdem der Reichskrieg gegen Ludwig XIV. im Jahr 1689 erklärt worden war, beteiligte er sich auf Druck des Kaisers am Krieg gegen Frankreich. Beim Feldzug am Rhein zeichnete sich insbesondere die Artillerie unter Lambert Friedrich Corfey aus. Allerdings verhinderte das Misstrauen insbesondere Friedrichs III. von Brandenburg gegenüber Friedrich Christian einen reibungslosen und schnellen Feldzug im Jahr 1690. Die münsterschen und brandenburger Truppen kamen zu spät auf dem Kriegsschauplatz an, was zur Niederlage der Verbündeten in der Schlacht bei Fleurus beigetragen hat. Auf Befehl seiner Landesherren blieb der münstersche General Schwartz bei Jülich stehen. 

### Seitenwechsel
Friedrich Christian stand der Idee einer dritten Partei deutscher Fürsten zwischen Frankreich und den Alliierten positiv gegenüber, die den Frieden erzwingen wollten. Hauptvertreter war Ernst August von Hannover, dahinter steckten aber auch französische Einflüsse. Im Jahr 1691 schloss Friedrich Christian mit Ludwig XIV. einen geheimen Neutralitätsvertrag. Der münstersche Landesherr verpflichtete sich, sich nicht weiter am Krieg gegen Frankreich zu beteiligen und sich an der Bildung der Dritten Partei zu beteiligen. Für die Armee Münsters von inzwischen 12.000 Mann sagte der französische König 250.000 Livres zu. Damit hat Friedrich Christian den Seitenwechsel vollzogen. 
Der Kaiserhof in Wien plante daher mit Unterstützung Wilhelm von Oraniens die münsterschen Truppen zu entwaffnen. Dazu kam es jedoch nicht, da auch Kursachsen die Seiten wechselte. Allerdings hatte Friedrich Christian mit Ernst August von Hannover auf einen unzuverlässigen Partner gesetzt. Diesem ging es hauptsächlich darum, Druck auf Wien auszuüben, um den Titel eines Kurfürsten zu erhalten. Nachdem der Kaiser dem 1692 zugestimmt hatte, kehrte der Hannoveraner der Idee einer Dritten Partei den Rücken. Damit stand Friedrich Christian vor dem Scheitern seiner Politik zwischen den Fronten. 

### Lavieren zwischen den Parteien
Unverzüglich versuchte er beim Kaiser wieder Boden gut zu machen, indem er für den Türkenkrieg Truppen zusagte. Dabei versuchte er die Kontingente möglichst klein zu halten, ihren Einsatz zu verzögern und den Kaiser zu möglichst hohen Zahlungen zu bewegen. Immerhin zahlte Wilhelm von Oranien 120.000 Reichstaler, um Friedrich Christian stärker an das alliierte Lager zu binden. Kaiser und Reich zahlten weitere fast 200.000 Reichstaler. Die Gegenleistung des Fürstbischofs bestand aus bescheidenen 3500 Mann für den Krieg gegen die Osmanen.
Scharf kritisiert wurde der Positionswechsel von Ernst August von Hannover von Anton Ulrich von Braunschweig-Wolfenbüttel. Dieser suchte ein Bündnis gegen die neue Kurwürde zustande zu bringen. Darunter war Dänemark und Friedrich Christian. Für diesen war das Bündnis auch die Möglichkeit, eine Dritte Partei auf einer neuen Grundlage zu errichten. Im Februar 1693 schlossen sich verschiedene Territorien in einem Fürstenverein zusammen. Ein zentraler Aspekt des Bündnisses war ein Defensivbündnis zwischen Dänemark, Münster und Wolfenbüttel. 

### Beteiligung an der Allianz
Friedrich Christian drohte Gefahr, als sich Braunschweig-Lüneburg mit England und den Niederlanden verbündete. Demonstrativ sandte er Hilfstruppen für den Krieg gegen Frankreich an den Rhein. Diese sollten allerdings den Rhein nicht überschreiten und kehrten ohne Feindberührung zurück. Für den Fürstbischof wurde immer deutlicher, dass das Bündnis mit Frankreich an Wert verlor. Er nahm daher Verhandlungen mit den Alliierten auf. Friedrich Christian trat am 18. März 1695 nun auch offiziell der antifranzösischen Allianz von 1689 bei. England und die Niederlande zahlten monatlich 15.000 Reichstaler. Dafür stellte der Bischof 7300 Mann, die dem kaiserlichen Befehl unterstanden. Die Idee einer dritten Partei gab er nun auf. Allerdings lehnte er die neunte Kur weiter ab. Er nutzte seinen Bruder Ferdinand als Vertreter seiner Interessen beim Friedenskongress von Rijswijk, der 1697 zum Frieden führte. Neben dem Widerstand gegen die hannoversche Kur sollte dieser Bündnismöglichkeiten mit Frankreich und den Niederlanden ausloten. Diese Versuche scheiterten vorerst. Erst 1701 kam es zum Bündnis mit Frankreich und den Niederlanden. Während des spanischen Erbfolgekrieges stellte Friedrich Christian dem Reich einige Einheiten zur Verfügung.

## Bauten

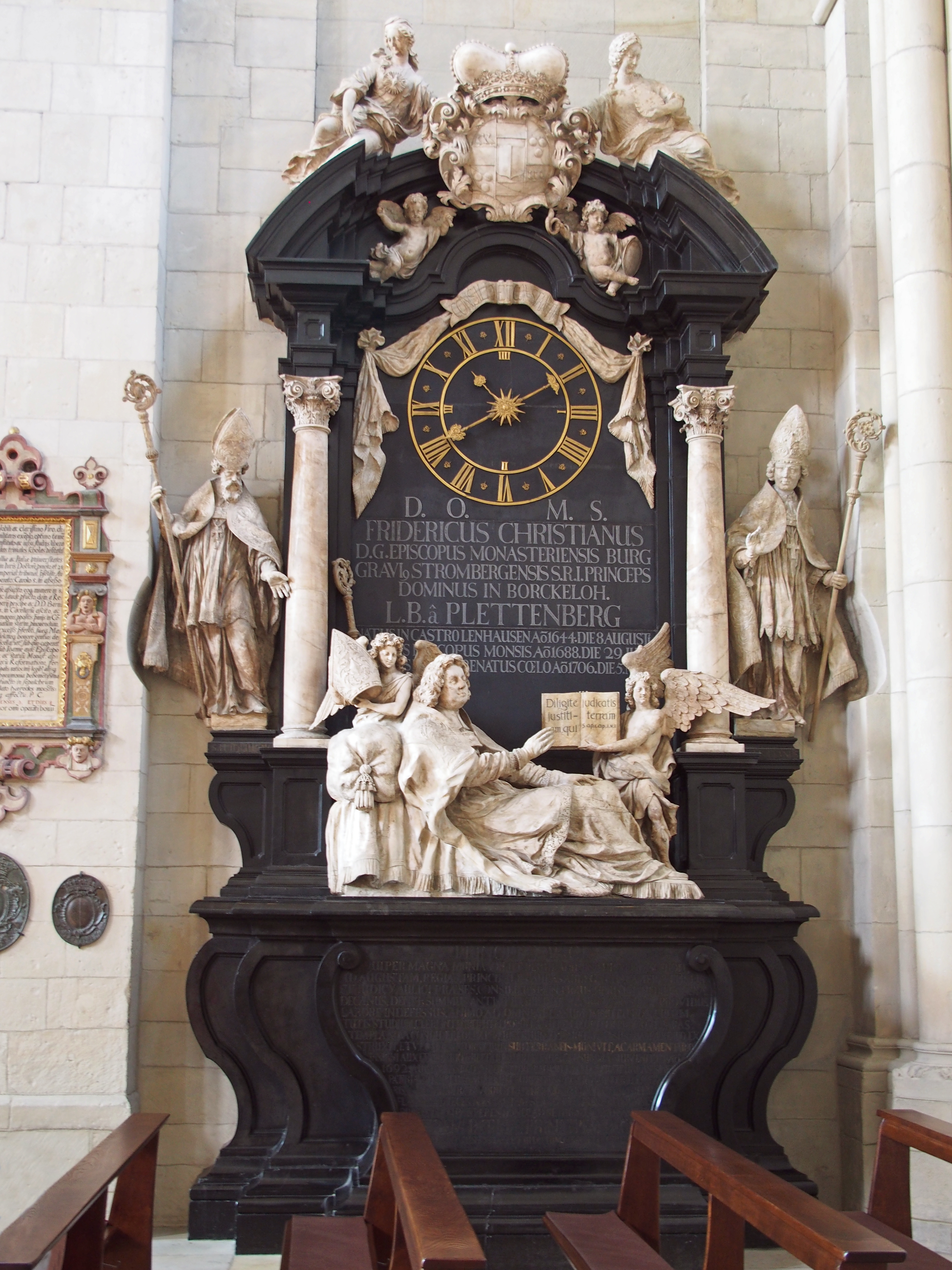
Das Epitaph von Friedrich Christian von Plettenberg-Lenhausen im St.-Paulus-Dom in Münster.

Seiner Familie blieb er auch als Bischof eng verbunden. Er kaufte für sie die Burg Nordkirchen mit den zugehörigen Gütern, die Burg Meinhövel, die Hälfte des Hauses Davensberg und Haus Grothaus.
Er ließ mehrere Schlossbauten errichten. Darunter war etwa Schloss Ahaus. Schloss Sassenberg wurde seit 1698 von Ambrosius von Oelde und durch Gottfried Laurenz Pictorius erweitert. Pictorius war auch Baumeister des Wasserschlosses Nordkirchen. Die dortigen Bauarbeiten begannen um das Jahr 1703; Plettenberg starb im Mai 1706. Schloss Nordkirchen wurde 1734 fertiggestellt.
Sein Epitaph wurde von Johann Mauritz Gröninger und seinem Sohn Johann Wilhelm Gröninger geschaffen und befindet sich im St.-Paulus-Dom in Münster. Auffällig ist das große Uhrenzifferblatt, welches nicht nur als Vergänglichkeitssymbol dient, sondern auch rein praktisch als Zeitanzeige. Es ist mit dem Schlag der astronomischen Uhr des Domes synchronisiert.

## Bedeutung
Ihm gelang es, insgesamt dem Stift wieder eine mehr eigenständigere Position zu geben. Seine geschickte Regierungspolitik führte zu einer Blüte des Hochstifts Münster. Der Architekt Lambert Friedrich Corfey d. J. stellte fest:
„Er hatte allezeit auserlesene und kapable Bediente, führte eine schöne und regulierte Hofhaltung, regiert in Summa dergestaltenen löblich, sowohl in geistlichen, zivilen und militärischen Sachen, daß man gewiß bekennen musste, das Stift Münster habe nimmer besser floriert als unter seiner Regierung.“